# Barclay James Harvest (album)
Albums de Barclay James Harvest
Once Again
(1971)
Barclay James Harvest, sorti en 1970, est le premier album du groupe de rock progressif britannique Barclay James Harvest.

## Liste des morceaux

### Face 1
1. Taking Some Time On – 5:31
2. Mother Dear" (Lees) – 3:20
3. The Sun Will Never Shine' – 5:07
4. When the World Was Woken – 5:50

### Face 2
1. Good Love Child – 5:10
2. The Iron Maiden – 2:43
3. Dark Now My Sky – 12:01

## Pistes bonus
Lors de la remasterisation et la réédition de l'album en 2002, l'album, alors intitulé Their first album, s'est vu augmenté de plusieurs titres supplémentaires :
1. Early Morning – 2:34
2. Mister Sunshine – 2:54
3. So Tomorrow – 3:28
4. Eden Unobtainable – 3:10
5. Night – 3:20
6. Pools of Blue – 3:29
7. Need You Oh So Bad' – 1:18
8. Small Time Town – 2:12
9. Dark Now My Sky – 3:43
10. I Can't Go on Without You – 2:13
11. Eden Unobtainable – 3:04
12. Poor Wages – 2:34
13. Brother Thrush – 3:06

## Musiciens
- John Lees : chant, guitare
- Les Holroyd : chant, guitare basse
- Stuart John Wolstenholme : claviers, guitare, harmonica
- Mel Pritchard : batterie

## Musiciens additionnels
- Le « Barclay James Harvest Symphony Orchestra » dirigé par Robert Godfrey.
- Jim Litherland – guitare